# Jiří Hlaváč
Jiří Hlaváč (* 12. října 1948 Zlín) je český klarinetista a saxofonista, hudební skladatel, básník, hudební organizátor, hudební pedagog a publicista, umělecký vedoucí souboru Barock Jazz Quintet a člen Českého dechového tria.

## Život
Je absolventem konzervatoře v Brně ve třídě prof. Antonína Doležala (1963–1969). Na HAMU absolvoval ve třídě prof. Vladímíra Říhy (1969–1974). Zabývá se pedagogickou činností: Konzervatoř Plzeň (1975–1985), HAMU (1990–dosud). Od 1975 odehrál cca 3000 koncertů v 50 zemích 5 kontinentů (např. Pražské jaro, mezinárodní hudební festivaly v Bostonu, Berlíně, Budapešti, Paříži, Helsinkách, Miláně, Bratislavě, Bukurešti, Havaně atd.), jako sólista, i v součinnosti s Barock Jazz Quintetem, Českým dechovým triem, Stamicovým kvartetem.
Za nahrávky klarinetových koncertů Františka Vincence Kramáře (společně s Vlastimilem Marešem) obdržel v roce 1991 ocenění Grammy classic. Kromě toho je také držitelem Zlatého štítu Pantonu za nahrávku roku (1989). Vydal několik publikací: Metodiku hry na saxofon, Deset virtuózních etud pro klarinet nebo Studie o klarinetovém tónu a připravil některé rozhlasové nebo televizní pořady: Mezi proudy, To nejlepší z klasiky, Ti nejlepší z klasiky, Musica da camera, Rozhovory s hudbou.
Byl dlouholetým předsedou Asociace hudebních umělců a vědců. Známá je také jeho práce porotce v mezinárodní soutěži mladých hudebníků Concertino Praga a v mezinárodní hudební soutěži Pražské jaro.
V březnu 2017 se rozhodl kandidovat do Rady Českého rozhlasu, avšak v samotné volbě v červnu 2017 neuspěl.

## Ocenění
- 1989 Zlatý štít Pantonu za nahrávku roku
- 1991 Gramy classic
- čestný občan Třeboně

## Dílo
- Metodika hry na saxofon
- 10 virtuóznich etud pro klarinet
- Studie o klarinetovém tónu

## Popularizační činnost v rozhlasu a televizi
- Mezi proudy
- To nejlepší z klasiky
- Ti nejlepší z klasiky
- Musica da camera
- Rozhovory s hudbou